# Katren
Katren je strofa od četiri stiha (četvorostih). Jedna od najkorišćenijih strofa u poeziji. Ima više oblika rimovanja: ukršteni — abab, obgrljeni — abba, parni — aabb, dok je u persijskoj poeziji karakterističan oblik aaba. Kombinuje se i sa drugim strofama (sa tercetom u sonetu). Zbog svoje jednostavnosti vrlo je povoljan za raznovrsnu sintaksičko-intonacionu i zvučnu organizaciju stihova u strofi.

## Katren u španskoj poeziji
U španskoj poeziji katren nazivamo kvarteto (šp. cuarteto). Takođe je strofa od četiri stiha, ali su u španskoj poeziji stihovi duži od osam slogova (šp. de arte mayor). Najčešće ga je koristio španski pesnik Horhe Giljen. Rima je konsonantska, obgrljena ABBA (prvi stih se rimuje sa četvrtim, a drugi sa trećim stihom):  
{{citat|
-{A  Érase un hombre a una nariz pegado,
B  érase una nariz superlativa,
B  érase una alquitara medio viva,
A  érase un peje espada mal barbado}-.|Fransisko de Kevedo}}

## Katren u persijskoj poeziji
U persijskoj poeziji jedna od najkarakterističnijih i najomiljenijih pesničkih formi je rubaija — pesma od četiri stiha u kojoj se, po pravilu, rimuju prvi, drugi i četvrti stih, dok treći obično nema zajedničku rimu (šematski prikazano AABA). Rubaija je kratka forma koja izražava jednu misao, većinom tako da četvrti stih predstavlja zaključak, a često i neočekivani obrt. U ovoj vrsti pesme pesnik najčešće iskazuje svoja osećanja prema prirodi, bogu i veri, nauci, ljubavi, čoveku i svetu. Svaka je rubaija pesma za sebe. Nekada dve rubaije mogu biti sadržinski povezane, ali svaka mora da predstavlja jednu celinu po obliku i sadržaju. Kako su pogodne za izražavanje suštinskih misli u formi tako kratke pesme, rubaije su veoma bliske grčkom epigramu.
Rubaiju su negovali mnogi persijski pesnici, ali najpoznatiji je srednjevekovni pesnik i naučnik Omar Hajam. Visinu do koje je Hajam podigao svoje rubaije niko nije prekoračio ni pre ni posle njega. Evropa je Hajamove rubaije upoznala 1859. godine, kada ih je u slobodnom prevodu objavio engleski pesnik i orijentalista Edvard Ficdžerald u zbirci pod naslovom Rubaije Omara Hajama. Hajamove rubaije su prevedene na mnoge svetske jezike, a on se smatra najpoznatijim pesnikom Istoka na Zapadu.

## Literatura
- Тривковић, Славиша (2019). Рубаија - семинарски рад. Филозофски факултет  Универзитета у Новом Саду. Приступљено 6. 8. 2022.